# 哈羅德·弗雷德里克·皮奇恩
哈羅德·弗雷德里克·皮奇恩（Harold Frederick Pitcairn，1897年6月20日—1960年4月24日）是一位美國航空先驅與發明家，他對自轉旋翼機的發展有著重要貢獻，持有許多旋翼航空器技術專利，同時也是美國自轉旋翼機公司的創辦人。

## 生平
皮奇恩在航空領域的起點，是從擔任柯蒂斯飛機與發動機公司學徒開始，他在1916年進入位於美國維吉尼亞州紐波特紐斯的柯蒂斯飛行學校就讀。畢業後，皮奇恩創立皮奇恩航空（日後更名為東方航空），生產許多高效率的航空郵遞雙翼機和自動旋翼機。1929年，他用30萬美元買下胡安·德拉謝爾瓦的發明專利許可權。
皮奇恩在1930年因其對自動旋翼機發展的貢獻，獲頒科利爾獎，並由美國前總統胡佛在白宮草坪上頒贈獎盃，白宮更特許一架皮奇恩PCA-2型自動旋翼機著陸於草坪上，是第一架獲准於白宮草坪著陸的飛行器。
1960年4月24日，皮奇恩參加完兄弟的生日宴會後，在其位於費城的家中自殺。但也有些人認為他的死是場意外，他的薩維奇1907 0.32型自動手槍不慎走火，才釀成這起悲劇。
1977年，美國最高法院裁定，美國政府長期將皮奇恩的自動旋翼機技術用於軍事用途，應向皮奇恩的家屬支付3,200萬美元，作為專利授權金。1995年，皮奇恩被列入國家航空名人堂中，以表彰其對美國航空發展的貢獻。

## 外部連結
- 哈羅德·弗雷德里克·皮奇恩的傳記與照片（页面存档备份，存于） （英文）